# Śródlądowa droga wodna

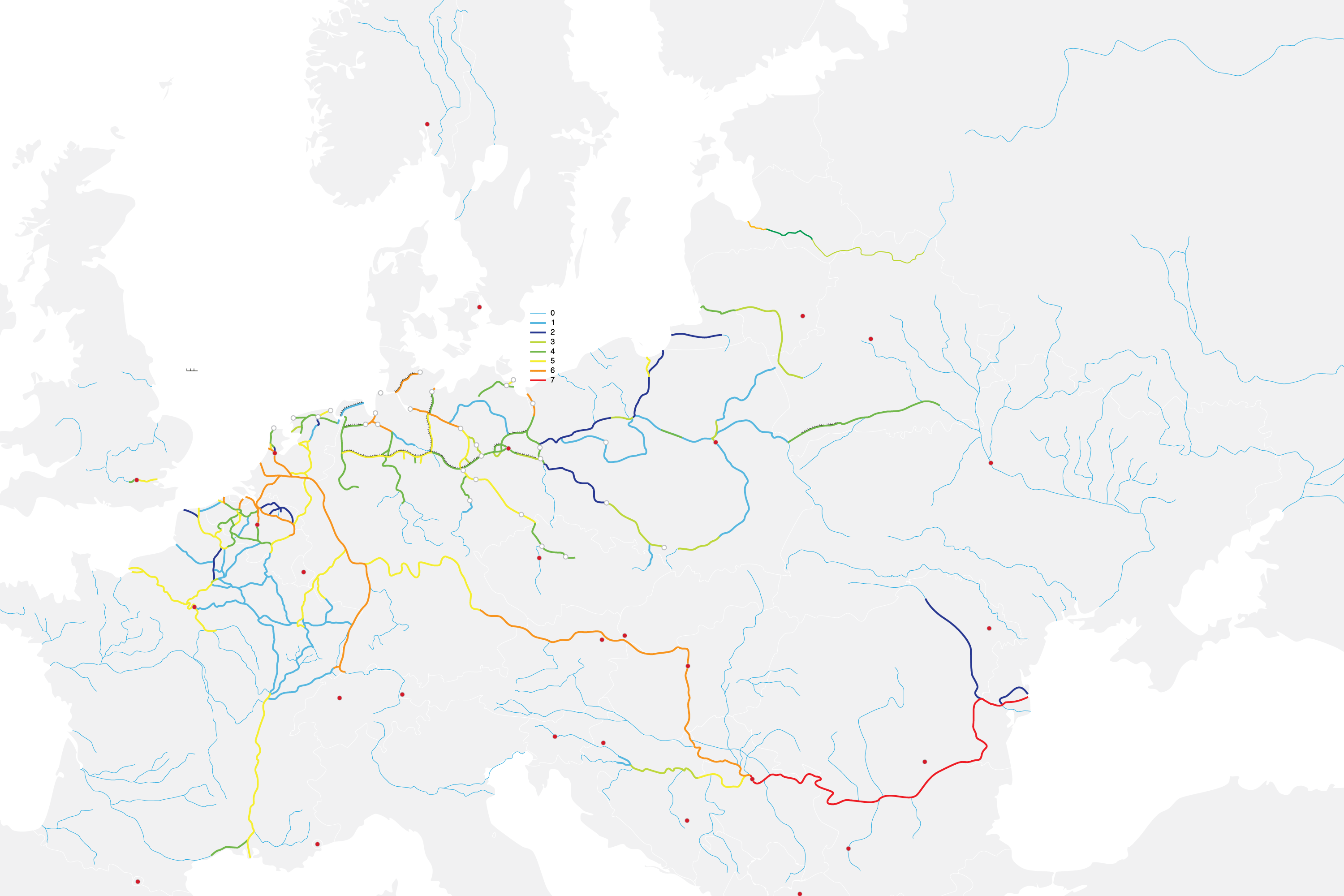
Schemat międzynarodowych dróg wodnych w Europie

Śródlądowa droga wodna – typ drogi wodnej w obrębie śródlądowych wód powierzchniowych, na których z uwagi na warunki hydrologiczne oraz istniejące urządzenia wodne możliwy jest przewóz osób i towarów statkami żeglugi śródlądowej. Są to akweny o specjalnym statusie, gdyż status ten posiadają wyłącznie akweny wymienione z nazwy w przepisach.
Integralnymi elementami definicji – drogi wodnej są:
- port lub przystań, tj. akwen i grunt oraz związana z nimi infrastruktura znajdująca się w granicach portu lub przystani;
- szlak żeglowny, którym jest pas wody przeznaczony do żeglugi;
- głębokość tranzytowa, którą jest najmniejsza głębokość szlaku żeglownego określonego odcinka drogi wodnej.

## Rys historyczny rozwoju śródlądowych dróg wodnych w Polsce
Drogi wodne aż do połowy XIX wieku były w Polsce najważniejszymi, naturalnymi szlakami transportowymi, nie wymagającymi żadnych nakładów ze strony człowieka.
Użyteczność ich była szczególnie duża dla przewozów w dół rzeki, gdyż prąd wody stanowił siłę napędową statków lub tratew. Niewielkie rozmiary statków sprawiały, że sieć dróg wodnych była dawniej bardziej rozgałęziona, niż obecnie. W średniowieczu oraz w wiekach XVI i XVII drogi wodne Polski wykorzystywano głównie do spławu drewna i zboża, które były ważnymi towarami eksportowymi. Przewozy w górę rzek były znacznie mniejsze i dotyczyły towarów zamorskich, które nabywała szlachta i mieszczaństwo.

### Rola Wisły
Zobacz: Handel wiślany

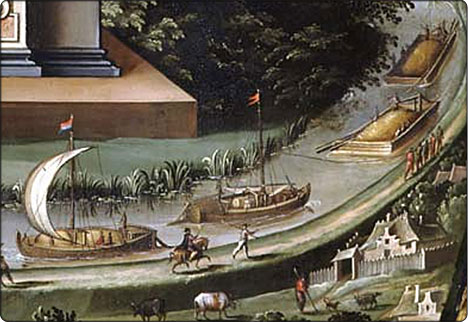
Galary i tratwy z towarami i zbożem na Wiśle – alegoria handlu gdańskiego

Najważniejszą śródlądową drogą wodną w Polsce przedrozbiorowej była Wisła, gdyż poprzez swoją sieć dopływów łączyła centrum i południe kraju z głównym polskim portem morskim – Gdańskiem. Chociaż w polskim handlu spławnym pewne znaczenie posiadały również porty morskie krajów ościennych – w Elblągu (Nogat), Rydze (Dźwina), Królewcu (Pregoła) i Szczecinie (Odra) – to Gdańsk był portem poprzez Wisłę najlepiej skomunikowanym z zapleczem krajowym: Wielkopolską, Kujawami, Mazowszem, Podlasiem, a nawet tak odległymi regionami jak Małopolska, Podole, Wołyń i Ukraina.
Znaczenie Wisły jako szlaku transportowego towarów masowych wzrastało począwszy od XIV wieku, aby osiągnąć swoje apogeum w XVII wieku, przy czym Wisła pozostała nadal główną drogą wodną do końca istnienia Rzeczypospolitej Szlacheckiej.
Za „złoty okres” transportu wiślanego uznaje się 300 lat kontroli Polski nad ujściem Wisły (1466-1772). Apogeum przypada dokładnie w połowie tego okresu dziejowego w 1618 r., kiedy w porcie gdańskim zanotowano najwyższe ilości spławianych dolną Wisłą towarów. Na ten wywóz składało się przede wszystkim zboże (250 tys. ton), a nadto drewno, potaż, smoła drzewna i inne produkty służące okrętownictwu. Ujście Wisły było w tej epoce podstawowym źródłem zaopatrzenia Europy Zachodniej w te produkty, a Polskę określano „spichlerzem Europy i magazynem materiałów do budowy statków”.
Wisła była wówczas najważniejszą gospodarczo rzeką świata. Taką liczbę przewozów, jaką notowano na Wiśle w końcu XVI i w pierwszej połowie XVII w. osiągnął np. Ren dopiero w 1830 r., a więc dwa wieki później. W latach 1740–1796 do portu gdańskiego wpływało ok. 1000 statków wiślanych rocznie, z czego blisko połowę stanowiły szkuty, a 20% komięgi.
W obrotach morskich z Gdańskiem dominowali wtedy Holendrzy – w połowie XVII wieku największa potęga morska świata. Ówczesne wpływy holenderskie odbiły się nie tylko w gospodarce, ale także w kulturze i architekturze Gdańska i Pomorza Gdańskiego.
Jako ośrodki handlowe i przeładunkowe, w XV–XVII w. rozwijały się przede wszystkim miasta położone nad Wisłą i jej dopływami: Kraków, Sandomierz, Kazimierz Dolny, Warszawa, Zakroczym, Płock, Włocławek, Toruń, Bydgoszcz, Grudziądz i inne, nad Narwią natomiast ważniejszymi portami były: Pułtusk, Łomża i Tykocin.

### Budowa kanałów

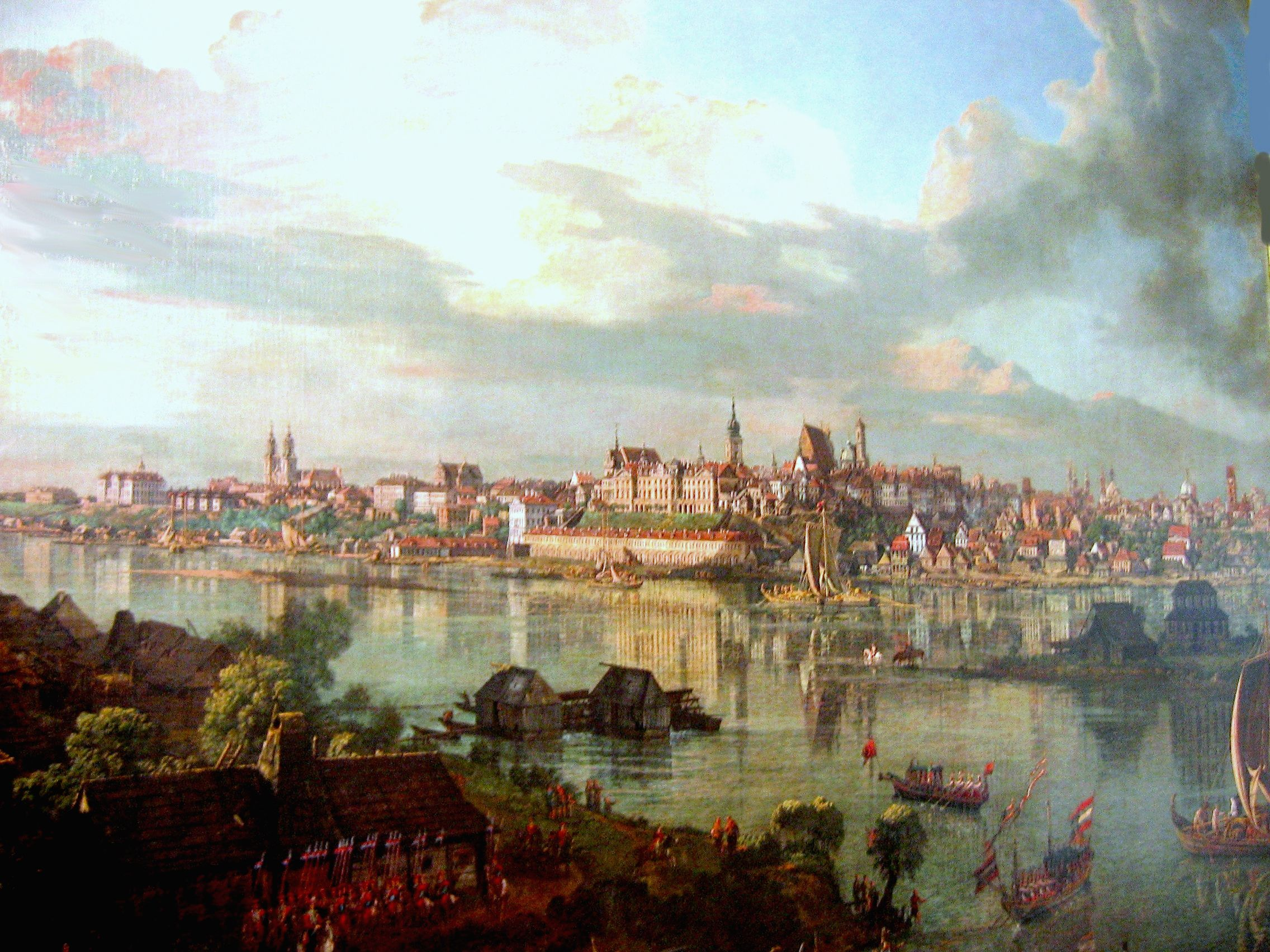
Wisła w Warszawie pod koniec XVIII wieku – obraz Canaletta

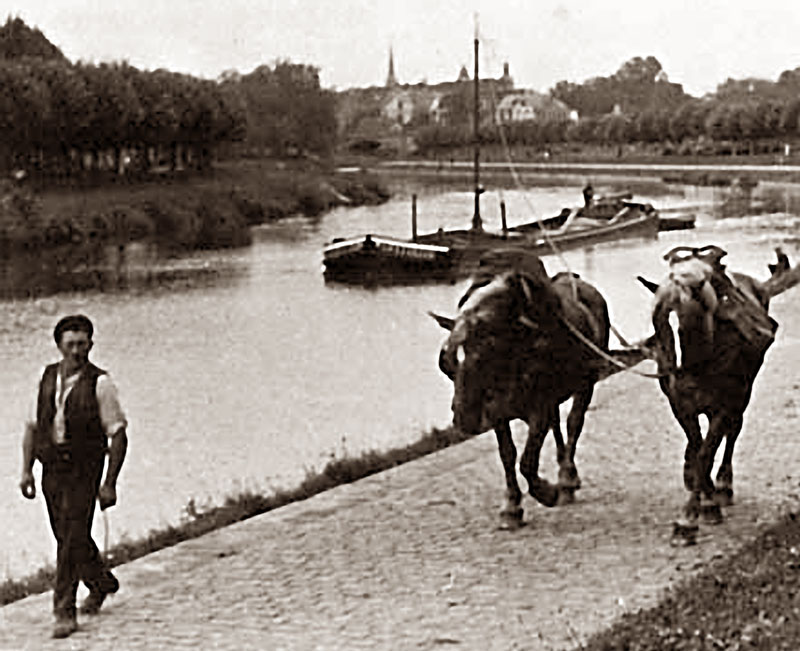
Kanał Finow, zaprzęg konny holujący barkę

Za najstarszy kanał żeglowny na ziemiach polskich jest uważany Kanał Dobrzycki, łączący jezioro Jeziorak z jeziorem Ewingi; wykopany w latach 1331–1334. Miał on jednak znaczenie wyłącznie lokalne. W drugiej połowie XVIII w., po upadku gospodarczym spowodowanym po części przez wojny szwedzkie, przystąpiono do rozbudowy sieci transportowych.
Na wzór zachodniej Europy powstały projekty powiązania kanałami żeglownymi różnych dorzeczy. Dorzecze Odry już od XVII w. było połączone z Hawelą i Sprewą (pierwszy kanał Odra-Hawela zbudowano w 1620 r., Odra-Sprewa w 1668 r.) Nowe połączenie Odry z Hawelą (Finowkanal) powstało w 1746
W 1772 r. Królestwo Prus przejęło ujście Wisły (z wyjątkiem Gdańska, przyłączonego do Prus w II rozbiorze). Na skutek ustanowionych wysokich ceł, pobieranych w komorze celnej w Fordonie i w Nowym Porcie, polski eksport drogą wiślaną gwałtownie się skurczył. Dla uniknięcia wysokich opłat celnych sfery gospodarcze Rzeczypospolitej związały swe nadzieje z handlem prowadzonym poprzez Morze Czarne.
W historii Polski w ciągu stulecia, od Kazimierza Wielkiego do Kazimierza Jagiellończyka (1332-1466) handel czarnomorski odgrywał dla Polski rolę ważniejszą niż handel bałtycki.
Gdy Turcja w XV w. zdobyła porty czarnomorskie, przecięła ten handel – akurat wtedy, gdy II pokój toruński przywracał Polsce ujście Wisły. Odtąd na trzy stulecia handel bałtycki stał się pierwszoplanowy. Teraz, kiedy I rozbiór Polski ponownie pozbawił Polskę dostępu do Bałtyku, a zwycięska wojna Rosji z Turcją otwierała Morze Czarne dla handlu międzynarodowego, zaczęto w Rzeczypospolitej znowu stawiać na kartę czarnomorską w miejsce bałtyckiej.
W tym kontekście, w latach 1765–1784 zbudowano Kanał Ogińskiego, który połączył dorzecza Niemna i Dniepru, a w latach 1775–1848 Kanał Królewski (obecnie Dnieprzańsko-Bużański), łączący dorzecza Wisły i Dniepru.
Kanały te połączyły w jeden system wodny trzy główne dorzecza Rzeczypospolitej: systemy Wisły, Dniepru i Niemna, integrując w ten sposób polskie, ruskie i litewskie dzielnice przedrozbiorowej Rzeczypospolitej.
W 1766 r. powstała również polska koncepcja budowy Kanału Bydgoskiego, łączącego system Wisły i Odry, której nie zdążono jednak zrealizować.
Począwszy od 1795 r., kiedy dokonał się III rozbiór Polski, dotychczasowa główna arteria komunikacyjna – Wisła została podzielona między trzech zaborców, co było początkiem upadku tej drogi wodnej. Górny odcinek Wisły stanowił pogranicze zaboru austriackiego, odcinek środkowy przebiegał przez ziemie zaboru rosyjskiego, a odcinek dolny znajdował się w granicach Prus. Każde z trzech państw zaborczych nadało Wiśle odmienną funkcję transportowo-przestrzenną. Największe znaczenie Wisła miała dla Królestwa Prus, gdyż tworzyła fragment pomostu wodnego łączący dwa historyczne centra Prus: Berlin z Królewcem. Wspomnianą drogę wodną tworzył kanał, od XVII w. łączący Berlin z Odrą; skąd dalsza trasa miała prowadzić Wartą, Notecią, połączeniem kanałowym do Brdy, dolną Wisłą, Nogatem i Zalewem Wiślanym do Królewca. Jedyne brakujące na tej trasie połączenie – Kanał Bydgoski – wykonały władze pruskie w latach 1773–1774.
Natomiast Królestwo Polskie funkcjonujące w granicach zaboru rosyjskiego wypracowało własną koncepcję połączenia wodnego z Bałtykiem, omijającą terytorium państwa pruskiego.
Miała to zapewnić droga wodna, idącą od Wisły Narwią i Biebrzą, łącząca się następnie kanałem z Czarną Hańczą (dopływem Niemna). Kolejne połączenie kanałowe miało łączyć Niemen i Dubissę, aby przy ujściu tej rzeki osiągnąć nie zamarzający port w Windawie.
Ostatecznie zrealizowano tylko Kanał Augustowski (1824-1839), łączący dorzecza Wisły i Niemna, nie zbudowano natomiast dalszego połączenia między Niemnem i Windawą. Konkurencja ze strony powstających wkrótce potem linii kolejowych sprawiła, że kanału od Niemna do Dubissy nie wykonano, a i Kanał Augustowski szybko stracił znaczenie transportowe.
Wszystkie wymienione kanały były zbudowane na miarę ówczesnych potrzeb i możliwości technicznych. Z czasem w miarę wzrostu wielkości statków oraz rozwoju kolejnictwa, straciły one swoje znaczenie. Jedynie Kanał Bydgoski, przebudowany i zmodernizowany przed I wojną światową, utrzymał swoje znaczenie transportowe w okresie międzywojennym, a także po II wojnie światowej, jako jedyne połączenie dorzeczy Wisły i Odry.

### Budowa i modernizacja dróg wodnych w XIX wieku
Pierwszym kanałem zbudowanym dla potrzeb przemysłu, pełniącym ważną funkcję transportową, aż do czasów współczesnych był Kanał Kłodnicki, poprowadzony wzdłuż biegu rzeki Kłodnicy od Zabrza przez Gliwice do Koźla. Powstał on w latach 1792–1812 i był pierwszą arterią transportową, która umożliwiała masowy wywóz węgla z Zagłębia Górnośląskiego. Kanał zaczynał, się bezpośrednio na terenie kopalni węgla i częściowo nawet biegł pod ziemią. W latach 1933–1939 zastąpiono go szerszym, a także i głębszym Kanałem Gliwickim.
Najdłuższy system kanałów zbudowano w połowie XIX w. na Pojezierzu Iławskim. Łączył on większe jeziora i położone nad nimi miasta (Iława, Ostróda) z portem morskim w Elblągu. Głównym elementem tego systemu był Kanał Elbląski, zbudowany w latach 1844–1860, posiadający m.in. pięć pochylni, przez które przeciąga się statki na platformach szynowych.
Również w połowie XIX w. ukończono budowę połączeń kanałowych między wielkimi jeziorami Pojezierza Mazurskiego. Za pośrednictwem jezior Mamry, Niegocin, Jagodne, Tałty, Bełdany, Śniardwy, Roś i kilku mniejszych powstały szlaki transportowe między Węgorzewem, Giżyckiem, Mikołajkami, Piszem i Rucianem-Nidą.
W drugiej połowie XIX wieku na skutek konkurencji kolei drogi wodne straciły częściowo na znaczeniu. Ruch statków i tratew na rzekach zmniejszył się, a budownictwo kanałów ograniczało się do uzupełnień istniejących już wcześniej systemów. Najpoważniejszą inwestycją była kanalizacja górnej Odry, która umożliwiła przepływ barek 400-tonowych. Pod koniec XIX w. powstało nowe połączenie kanałowe Odry i Sprewy (1887-1891 r.) oraz Kanał Górnonotecki (1878-1882), który związał Kanał Bydgoski z Gopłem, umożliwiając transport wodny płodów rolnych i surowców z regionu Kujaw i Wielkopolski.
Tuż przed I wojną światową, w latach 1908–1914, zbudowano nowy Kanał Odra-Hawela, najważniejsze połączenie dróg wodnych Polski z siecią zachodnioeuropejską. Była to nowoczesna droga wodna, dostępna dla barek 750-tonowych, stanowiła ona najkrótsze połączenie Berlina z portem morskim w Szczecinie.
W latach 1880–1892 (budowle uzupełniające do 1914 r.) wykonano również regulację Wisły na odcinku pruskim (od Ciechocinka do Gdańska), która nie doprowadziła jednak do osiągnięcia założonych celów, czyli umożliwienia żeglugi barkom 600-tonowym. W najlepszym wypadku do Warszawy docierały statki 300-tonowe i to przy wysokim stanie wody.
Jednoznacznym sukcesem zakończyły się natomiast wysiłki władz pruskich dotyczące regulacji ujścia Wisły (przekop pod Świbnem w 1889-1895, obwałowanie Wisły Gdańskiej i Elbląskiej, śluza w Przegalinie)
W latach 1873–1915 dokonano również gruntownej modernizacji drogi wodnej Wisła-Odra wraz z budową kilkunastu nowych stopni wodnych na Noteci i przebudowy śluz na Kanale Bydgoskim.

### Okres międzywojenny
W okresie międzywojennym, przy innym układzie granic, zmieniły się kierunki przewozów i powstały nowe projekty kanałów. Do dorzecza Wisły należało tylko około połowy obszaru międzywojennej Polski, Druga połowa, jeśli pominąć skrawki należące do dorzeczy Dunaju i Dźwiny Zachodniej, dzieliła się pomiędzy cztery dorzecza: Odry (Warta z Notecią), Niemna, Dniepru (większa część dorzecza Prypeci) i Dniestru. Granice Polski przebiegały w takim oddaleniu od ujść wymienionych rzek do morza, iż uzyskanie poprzez tamte rzeki bezpośredniego kontaktu z morzem nie wchodziło w ogóle w rachubę.
Pozostawała zatem jedynie Wisła, lecz bez ujścia, które znalazło się w Wolnym Mieście Gdańsku. Dolne odcinki Warty i Noteci zostały odcięte granicą z Niemcami. Aby połączyć Wartę z pozostałymi drogami wodnymi Polski, rozpoczęto budowę Kanału Gopło-Warta. Kanał ten został ukończony dopiero po II wojnie światowej w 1950 r. (obecny Kanał Ślesiński). Liczne inne projekty kanałów pozostały niezrealizowane. W tym połączenie Wisły z Dniestrem i Prutem, co stworzyłoby drogę międzymorską łączącą Bałtyk z Morzem Czarnym.
Nową, oryginalną koncepcją międzywojenną był projekt budowy Kanału Centralnego, który miał łączyć zagłębie górnośląskie z Wisłą w rejonie Bydgoszczy. Koncepcja ta została zastąpiona budową kolejowej magistrali węglowej Herby Nowe-Bydgoszcz-Kościerzyna-Gdynia w latach 1925–1933.
W niemieckiej części Górnego Śląska zbudowano w tym czasie Kanał Gliwicki.
Dwudziestolecie międzywojenne przyniosło regres w transporcie wodnym śródlądowym. Przewozy wiślane w najlepszych latach porównywalne były z rozmiarami tych przewozów sprzed rozbiorów, zaś żegluga śródlądowa traciła znaczenie na rzecz kolei.

### Okres po 1945
W obrębie granic Polski po II wojnie światowej znalazły się prawie całe dorzecza Wisły i Odry. Nad żeglownymi rzekami znalazło się 7 spośród 9 największych polskich miast, a najważniejszy okręg przemysłowy Górnego Śląska posiadał połączenie drogami wodnymi zarówno z Gdańskiem, jak i ze Szczecinem. Mimo tak sprzyjających warunków, żegluga śródlądowa jest w Polsce jedną z najsłabiej rozwiniętych gałęzi transportu, czego przyczyną jest zaniedbanie dróg wodnych, które nie odpowiadają obecnym wymaganiom nowoczesnego transportu wodnego.
Spośród inwestycji wodnych po 1945 r. można wymienić m.in. nową zaporę na Wiśle we Włocławku, stopień wodny Brzeg Dolny na Odrze w Brzegu Dolnym oraz realizowany stopień wodny Malczyce, na Narwi w Dębem, kanalizację Wisły w obrębie Krakowa oraz budowę na Nysie Kłodzkiej w Głębinowie dużego zbiornika retencyjnego, który pozwala regulować stan wody w Odrze. Głównie dla potrzeb żeglugi zbudowano Kanał Żerański, łączący Wisłę w Warszawie z Jeziorem Zegrzyńskim u zbiegu Narwi i Bugu (ukończony w 1963 r.). Wzdłuż górnej Wisły, od Łączan do Borka Szlacheckiego, zbudowano Kanał Łączański (ukończony w 1961 r.) jako element drogi wodnej między Górnym Śląskiem i Krakowem (Droga Wodna Górnej Wisły). Zakończono również budowę drogi wodnej między Gopłem i górną Wartą, przecinającej Zagłębie Konińskie.

## Śródlądowe drogi wodne w Polsce
Prawa właścicielskie w stosunku do śródlądowych dróg wodnych wykonuje Państwowe Gospodarstwo Wodne Wody Polskie. Do jego obowiązków należy m.in. utrzymanie szlaku żeglownego. Zamknięty katalog dróg wodnych opublikowany został w rozporządzeniu Rady Ministrów z dnia 26 czerwca 2019 r. w sprawie śródlądowych dróg wodnych:
1. Biebrza od ujścia Kanału Augustowskiego do ujścia do rzeki Narwi;
2. Brda od połączenia z Kanałem Bydgoskim w miejscowości Bydgoszcz do ujścia do rzeki Wisły;
3. Bug od ujścia rzeki Muchawiec do ujścia do rzeki Narwi;
4. Jezioro Dąbie do granicy z morskimi wodami wewnętrznymi;
5. Kanał Augustowski od połączenia z rzeką Biebrza do granicy Państwa, wraz z jeziorami znajdującymi się na trasie tego kanału;
6. Kanał Bartnicki od jeziora Ruda Woda do jeziora Bartężek, wraz z jeziorem Bartężek;
7. Kanał Bydgoski;
8. Kanał Dobrzycki wraz z jeziorem Ewingi;
9. Kanał Elbląski od jeziora Druzno do jeziora Jeziorak i jeziora Szeląg Wielki, wraz z tymi jeziorami i jeziorami na trasie kanału, oraz szlak boczny w kierunku miejscowości Zalewo od jeziora Jeziorak do jeziora Ewingi włącznie;
10. Kanał Gliwicki wraz z Kanałem Kędzierzyńskim;
11. Kanał Jagielloński od połączenia z rzeką Nogat do granicy z morskimi wodami wewnętrznymi;
12. Kanał Ślesiński wraz z jeziorami na jego trasie oraz jezioro Gopło;
13. Kanał Żerański;
14. Rzeka Elbląg od Jeziora Druzno do granicy z morskimi wodami wewnętrznymi;
15. Martwa Wisła od rzeki Wisły w Przegalinie (osiedle Gdańska, w dzielnicy Wyspa Sobieszewska) do granicy z morskimi wodami wewnętrznymi wraz z jej odnogą do miejscowości Błotnik;
16. Motława w starym korycie w miejscowości Gdańsk do granicy z morskimi wodami wewnętrznymi;
17. Narew od ujścia rzeki Biebrzy do ujścia do rzeki Wisły, wraz z Jeziorem Zegrzyńskim;
18. Nogat od rzeki Wisły do ujścia do Zalewu Wiślanego;
19. Noteć (górna) od jeziora Gopło do połączenia z Kanałem Górnonoteckim i Kanał Górnonotecki oraz rzeka Noteć (dolna) od połączenia z Kanałem Bydgoskim do ujścia do rzeki Warty;
20. Nysa Łużycka od miejscowości Gubin do ujścia do rzeki Odry;
21. Odra od miejscowości Racibórz wraz z kanałami śluz Krapkowice i Oława oraz systemem dróg wodnych we Wrocławiu, tj. Starą Odrą, Kanałem Miejskim i Kanałem Żeglugowym (Nawigacyjnym), do połączenia z rzeką Odrą Wschodnią, wraz z tą rzeką i bocznymi odgałęzieniami, która przechodzi od Przekopu Klucz-Ustowo w rzekę Regalicę, wraz z tą rzeką i bocznymi odgałęzieniami (Kanał Odyńca, Kanał Cegielinka, Dąbska Struga, Dąbski Nurt, rzeka Święta, Czapina) do ujścia do jeziora Dąbie;
22. Odra Zachodnia od jazu w miejscowości Widuchowa (km 704,1 rzeki Odry) do granicy z morskimi wodami wewnętrznymi, wraz z bocznymi odgałęzieniami i przekop Klucz-Ustowo łączący rzekę Odrę Wschodnią z rzeką Odrą Zachodnią;
23. Parnica i Przekop Parnicki od rzeki Odry Zachodniej do granicy z morskimi wodami wewnętrznymi;
24. Pisa od jeziora Roś do ujścia do rzeki Narwi;
25. Szkarpawa;
26. Tuga od miejscowości Nowy Dwór Gdański do ujścia do rzeki Szkarpawy;
27. Warta od Kanału Ślesińskiego do ujścia do rzeki Odry;
28. system Wielkich Jezior Mazurskich obejmujący jeziora połączone kanałami, tworzącymi szlak od jeziora Roś (włącznie) w miejscowości Pisz do rzeki Węgorapy (włącznie) w miejscowości Węgorzewo, wraz z jeziorami: Seksty, Śniardwy, Mikołajskie, Tałty, Tałtowisko, Kotek Wielki, Szymon, Szymoneckie, Jagodne, Boczne, Niegocin, Kisajno, Dargin, Łabap, Kirsajty, Mamry i Święcajty, wraz z Kanałem Giżyckim oraz Kanałem Niegocińskim i Kanałem Piękna Góra oraz szlak od Jeziora Ryńskiego (włącznie) w miejscowości Ryn do Jeziora Nidzkiego (do 3 km, stanowiącego granicę z Rezerwatem „Jezioro Nidzkie”), wraz z jeziorami: Bełdany, Guzianka Mała i Guzianka Wielka;
29. Wisła od ujścia rzeki Przemszy do połączenia z Kanałem Łączańskim i od ujścia tego Kanału w miejscowości Skawina do ujścia Wisły do Zatoki Gdańskiej;
30. Wisła Królewiecka.

## Międzynarodowe drogi wodne w Polsce

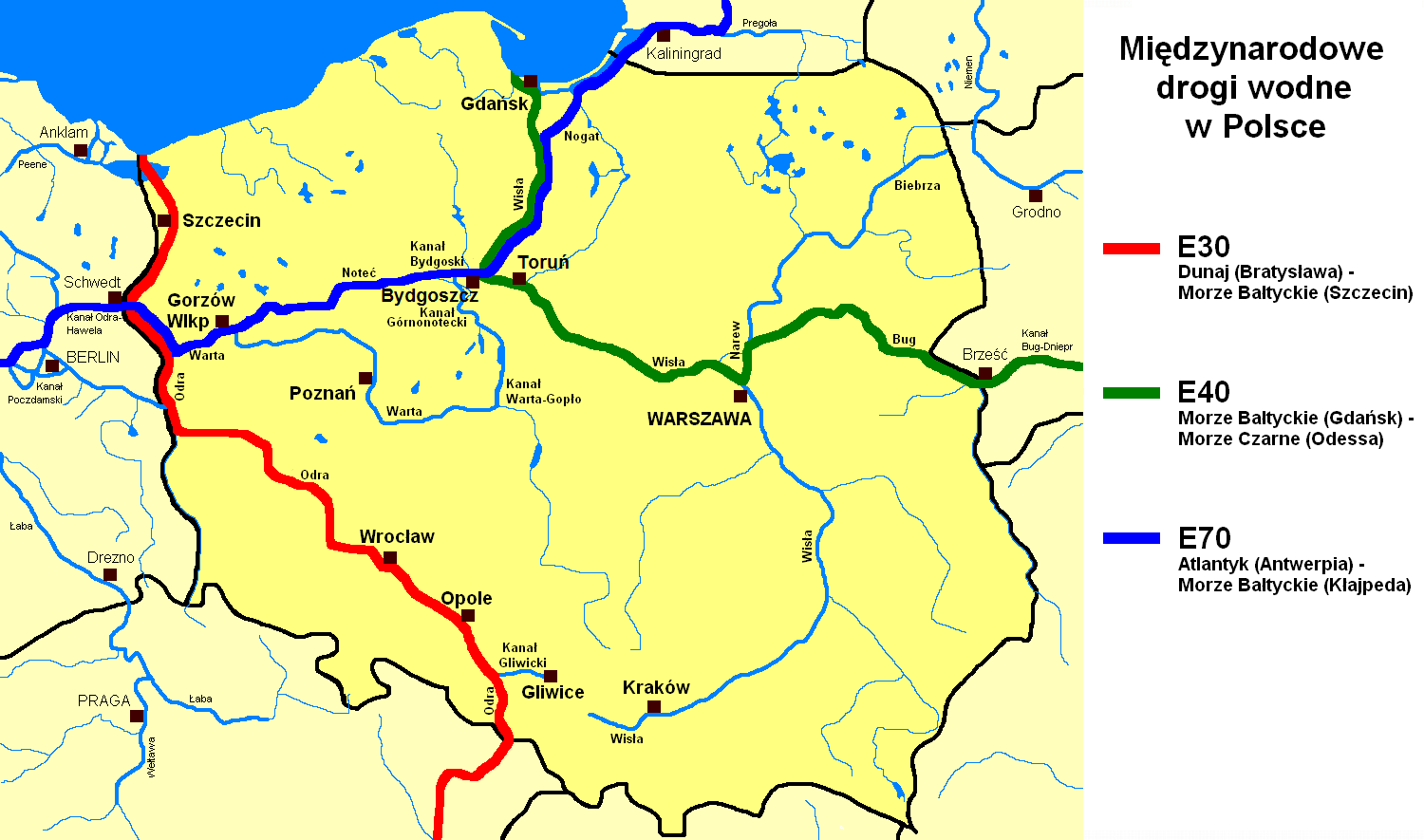
Schemat międzynarodowych dróg wodnych w Polsce

W 1996 r. w porozumieniu AGN (European Agreement on Main Inland Waterways of International Importance) ustalono sieć europejskiego systemu dróg wodnych w ramach transeuropejskiej sieci transportowej (TEN-T).
Trzy drogi wodne o znaczeniu międzynarodowym znajdują się na terenie Polski:
- E30 – droga wodna łącząca Morze Bałtyckie z Dunajem w Bratysławie. W Polsce przebiega Odrzańską Drogą Wodną od Świnoujścia poprzez Szczecin i Wrocław do granicy z Czechami.
- E40 – droga wodna łącząca Morze Bałtyckie z Morzem Czarnym. Prowadzi z Gdańska w górę Wisły do Warszawy, a dalej Narwią i Bugiem do Brześcia, gdzie łączy się z drogą wodną prowadzącą przez Polesie do Dniepru.
- E70 – europejski szlak komunikacyjny wschód-zachód łączący Antwerpię (Belgia, wybrzeże Atlantyku) z Kłajpedą (Litwa, wybrzeże Bałtyku). Prowadzi poprzez Holandię, Niemcy, Polskę, Rosję do Litwy. W Polsce droga E70 przebiega od śluzy w Hohensaaten[11] przez Odrę[12] do Kostrzyna, gdzie następuje połączenie z drogą wodną Odra-Wisła. Szlak prowadzi 294 km Wartą, Notecią, Kanałem Bydgoskim i Brdą, aż do styku z Wisłą w Bydgoskim Węźle Wodnym. Następnie szlak biegnie 114 km Wisłą[13], Nogatem i Zalewem Wiślanym do granicy z Rosją.

## Klasy

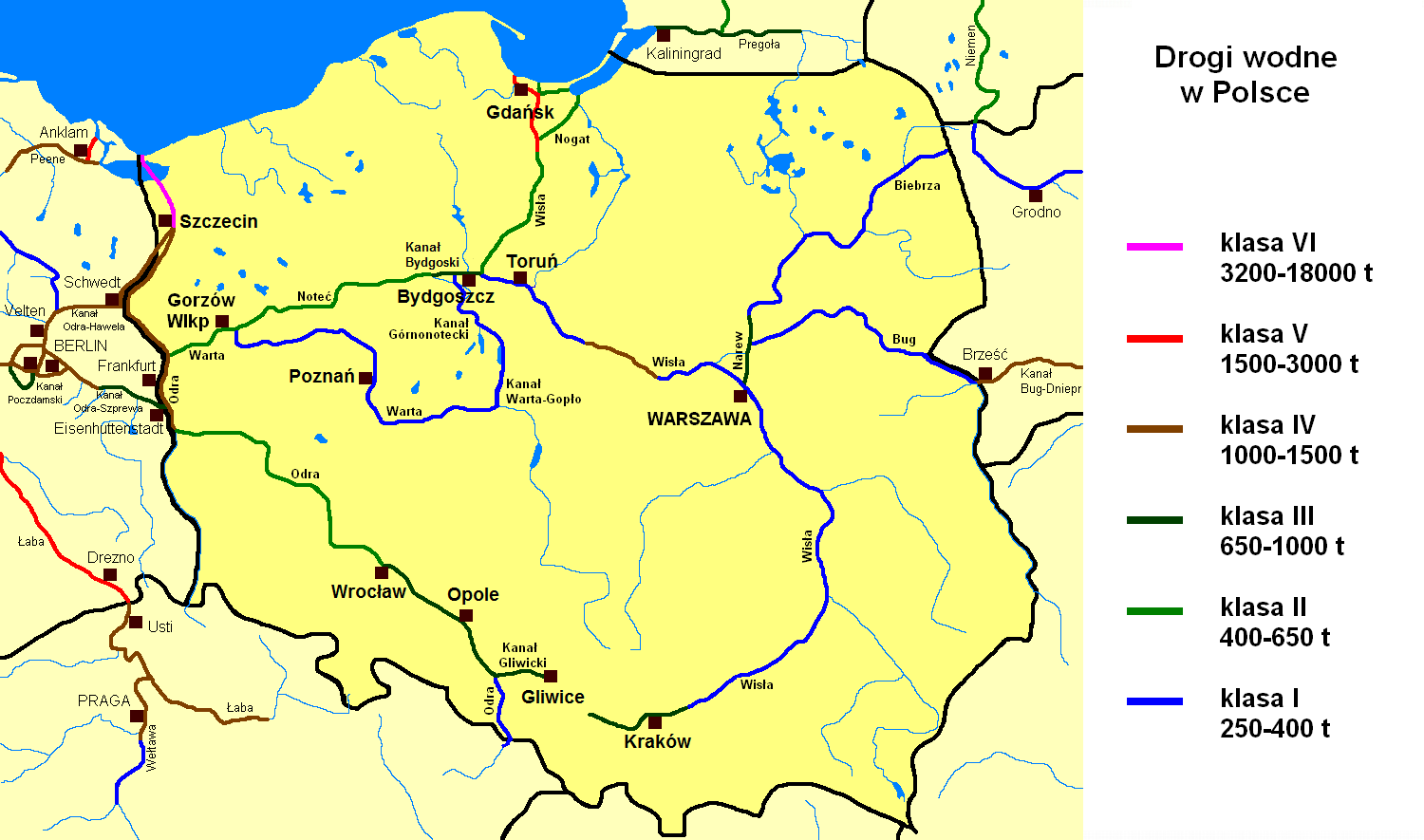
Schemat dróg wodnych w Polsce z podziałem na klasy żeglugowe

Śródlądowe drogi wodne dzielą się na klasy, określa się je w zależności od maksymalnych parametrów statków, jakie mogą być dopuszczone do żeglugi, wielkości minimalnego prześwitu pod mostami, rurociągami i innymi urządzeniami krzyżującymi się z drogą wodną. Śródlądowe drogi wodne w zależności od klasy dzielą się na drogi wodne o znaczeniu regionalnym i międzynarodowym. Zostały one podzielone na siedem klas:
- Ia klasa
- Ib klasa
- II klasa
- III klasa
- IV klasa
- Va klasa
- Vb klasa.

## Stan dróg wodnych w Polsce

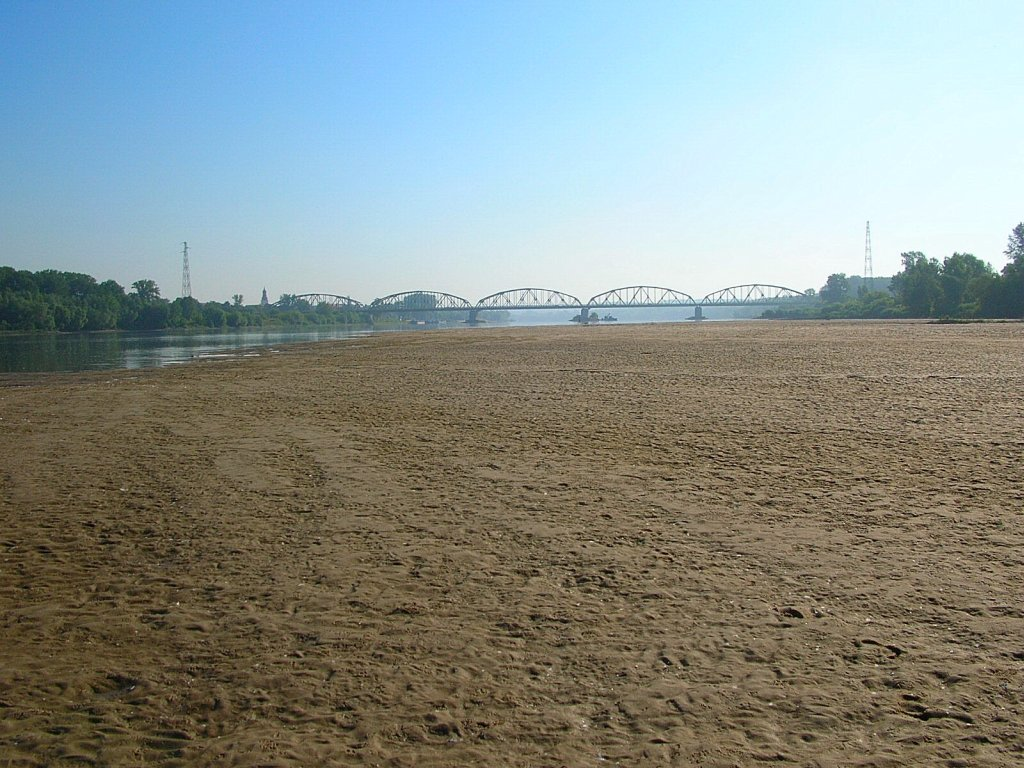
Mielizna na Wiśle koło Bydgoszczy-Fordonu

W przeciągu ostatnich dziesięcioleci następowała systematyczna redukcja długości szlaków żeglownych posiadających odpowiednie dla żeglugi parametry. Stan dróg wodnych podlegał systematycznej degradacji. Objawiało się to przede wszystkim zmianą ich parametrów żeglugowych, to jest głębokości, szerokości, promieni łuków, co w konsekwencji prowadziło do utraty ich znaczenia dla żeglugi.
Rozwój transportu rzecznego w Polsce uwarunkowany jest przez budowę sieci odpowiedniej jakości dróg wodnych i przyległej do niej infrastruktury. Niemałe znaczenie ma również edukacja społeczna; transport rzeczny należy do najtańszego i najbardziej przyjaznego dla środowiska rodzaju transportu.
Zgodnie z ustawą z dnia 21 grudnia 2000 r. o żegludze śródlądowej Ministerstwo Gospodarki Morskiej i Żeglugi Śródlądowej przystąpiło do opracowania programów rozwoju śródlądowych dróg wodnych, stanowiących długoterminową strategię rozwoju sektora transportu wodnego śródlądowego. Działania te zostały poprzedzone przyjęciem przez Radę Ministrów w 2016 r. „Założeń do planów rozwoju śródlądowych dróg wodnych w Polsce do roku 2020 z perspektywą do 2030 roku” – dokumentu określającego perspektywę tworzenia warunków niezbędnych dla przywrócenia śródlądowego transportu wodnego w Polsce.
Łączna długość dróg wodnych w Polsce to ok. 3800 kilometrów, z których znaczenie transportowe
na początku XXI wieku zachowała niewielka część. Należą do nich: Kanał Gliwicki, Odra Górna z Koźla do Brzegu Dolnego, Odra Dolna z Kostrzyna do Szczecina, Odra Zachodnia, jez. Dąbie, Wisła od Bydgoszczy do Przegaliny, Martwa Wisła, rzeka Nogat, Szkarpawa, rzeka Elbląg i Zalew Wiślany, droga wodna Wisła-Odra na odcinku z Krzyża do Kostrzyna oraz od ujścia Brdy do Bydgoszczy.
Najpoważniejszą wadą polskich dróg wodnych jest zróżnicowanie parametrów i brak jednolitego systemu komunikacyjnego. Podstawowym utrudnieniem dla żeglugi są wahania długości okresu nawigacyjnego, zbyt małe i zróżnicowane głębokości minimalne, które na środkowej Warcie, drodze wodnej Wisła-Odra oraz na Wiśle Dolnej spadają często poniżej 100 cm. W polskich warunkach dla optymalnego zanurzenia barki wymagana głębokość wynosi 170 cm, zaś poniżej 130 cm uchodzi za głębokość nieekonomiczną.

## Galeria

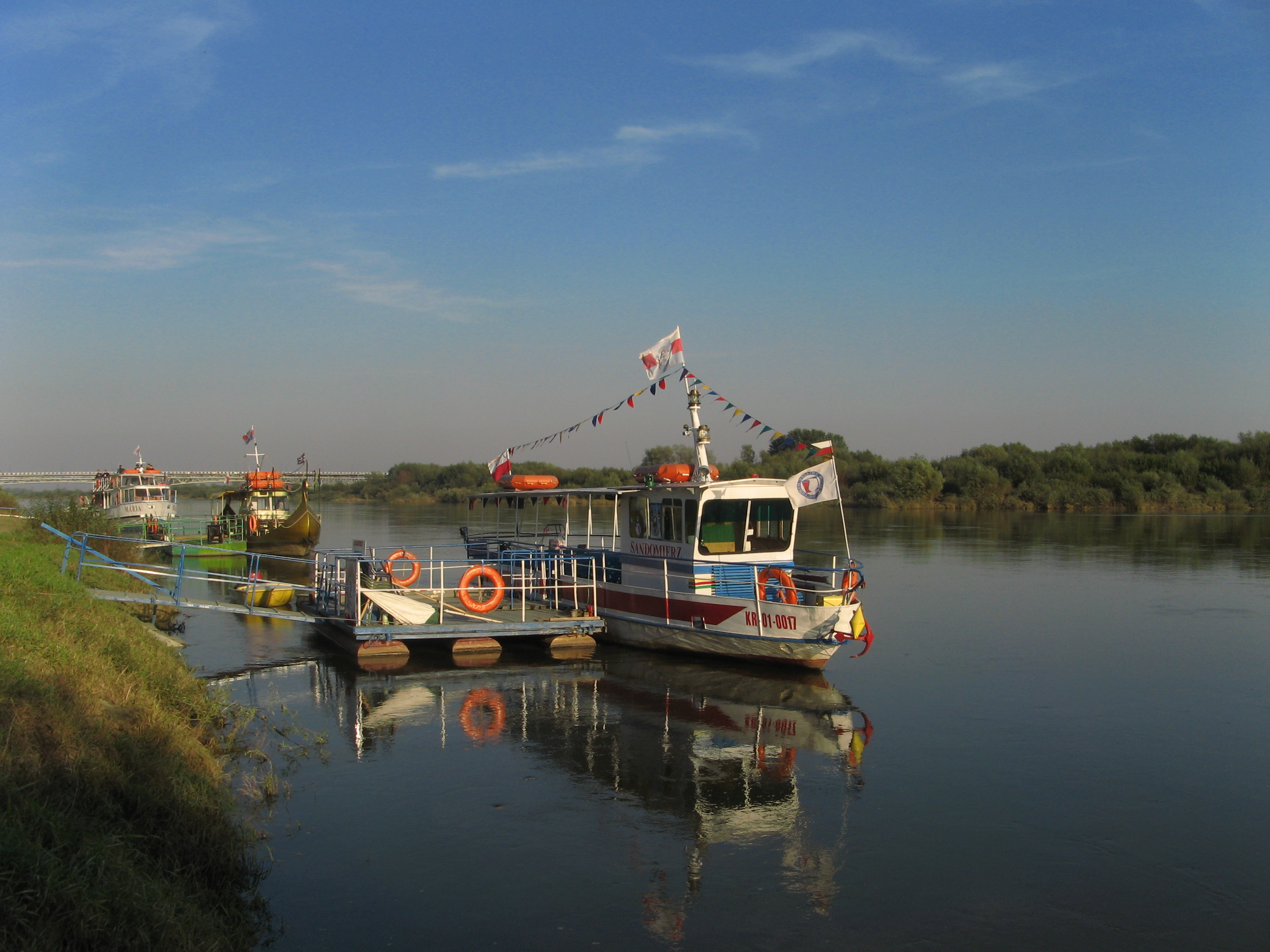
Statki na Wiśle w Sandomierzu
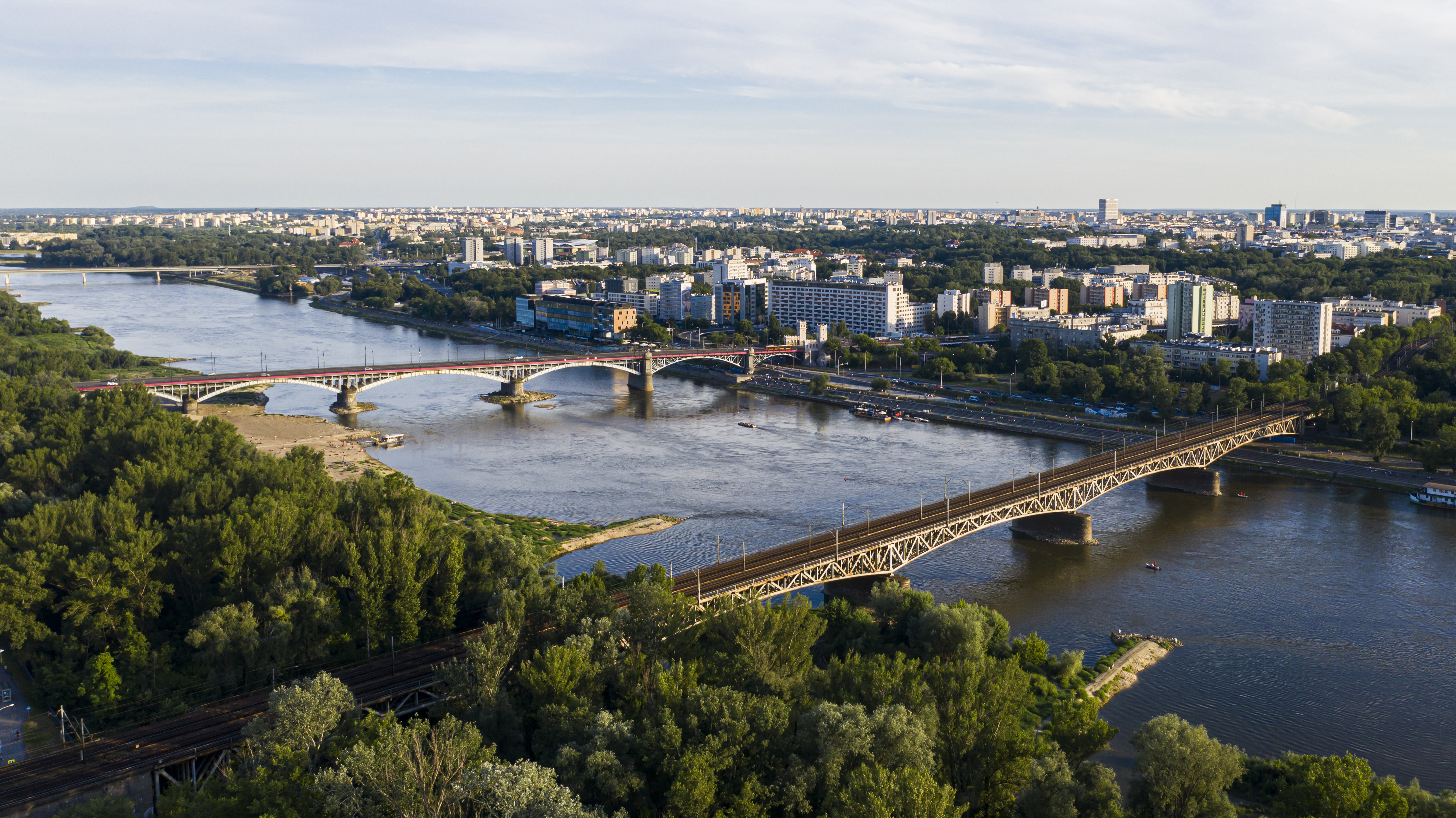
Wisła w Warszawie
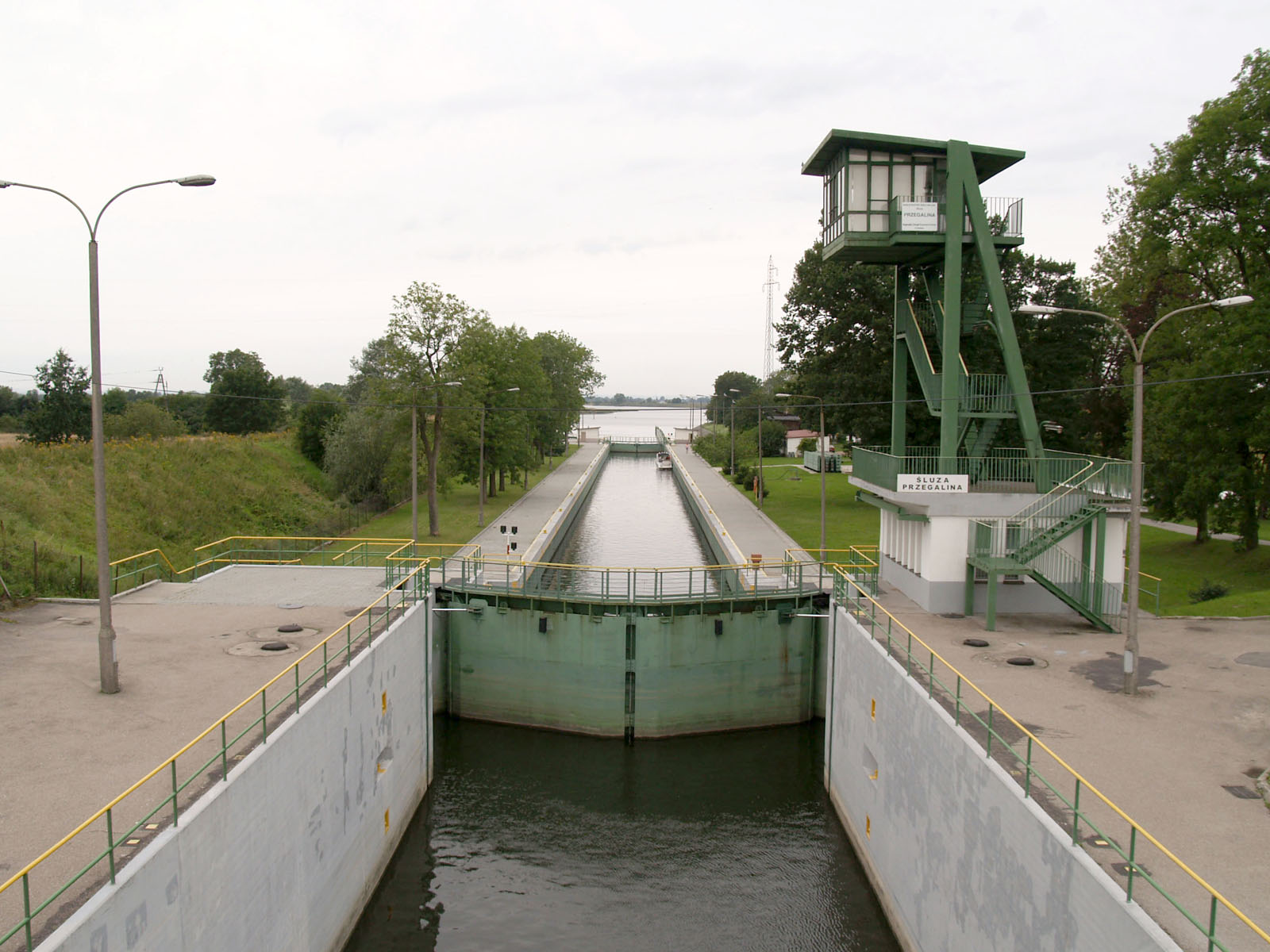
Śluza w Przegalinie koło Gdańska
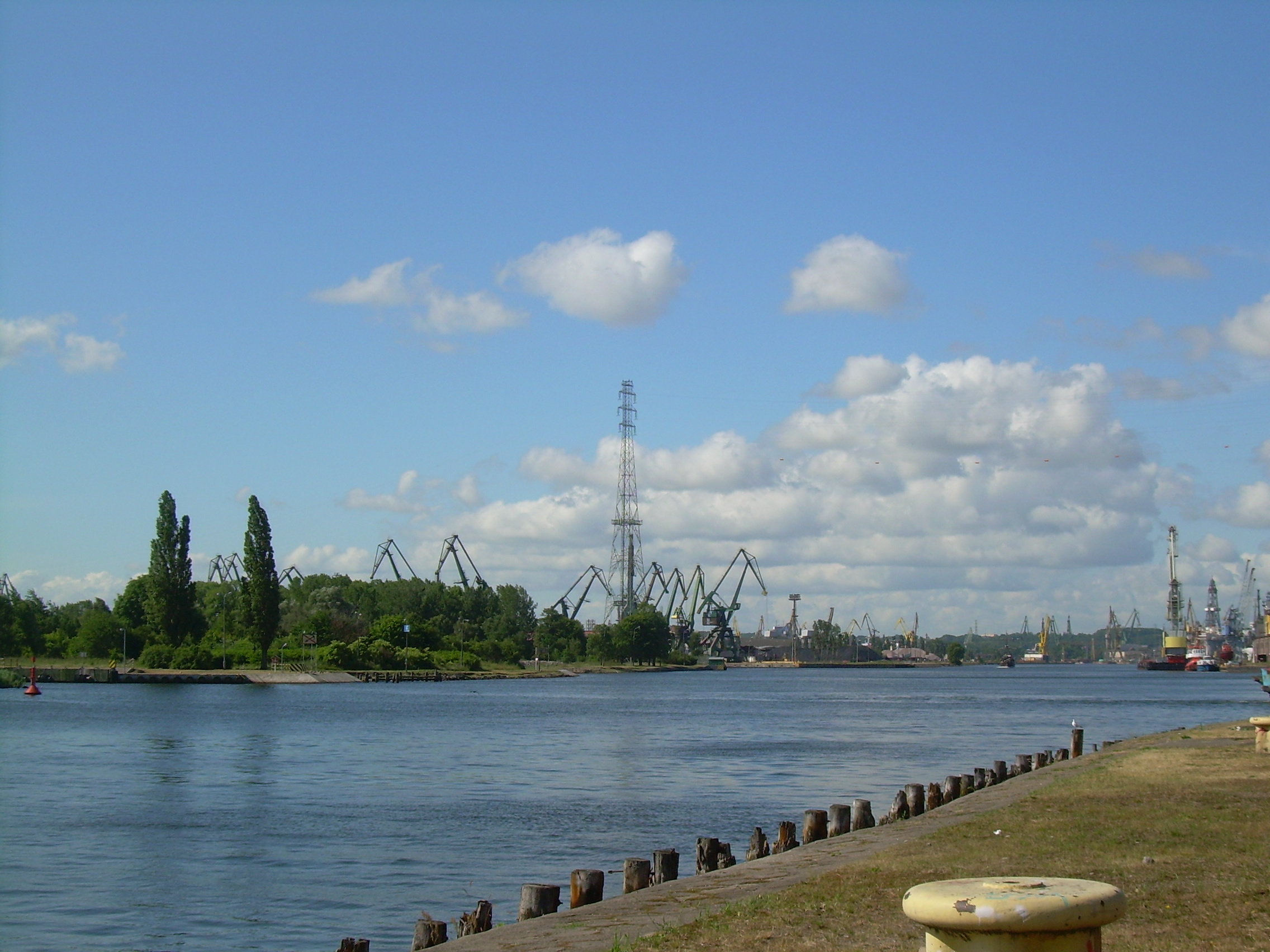
Martwa Wisła w Gdańsku
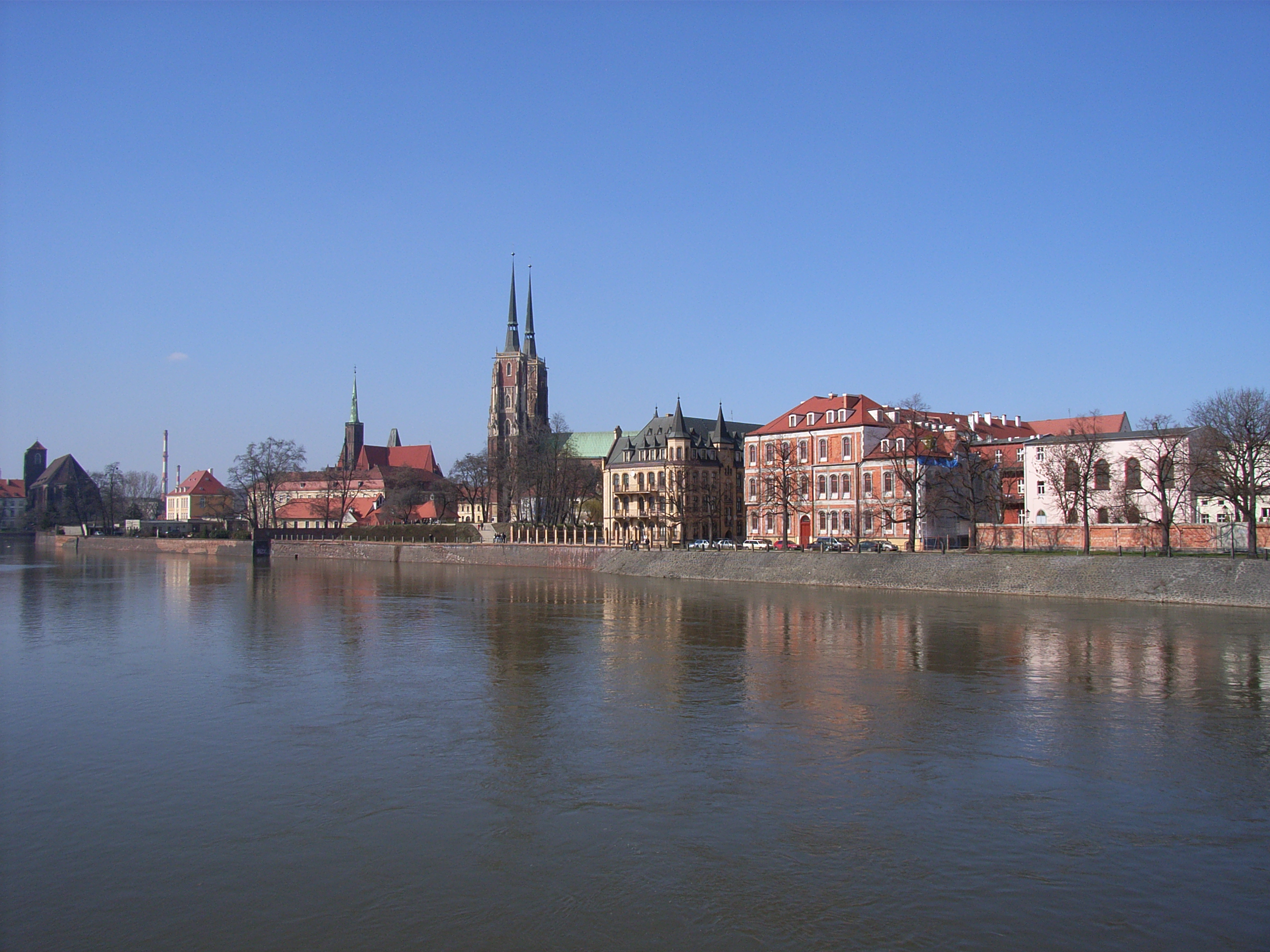
Odra we Wrocławiu
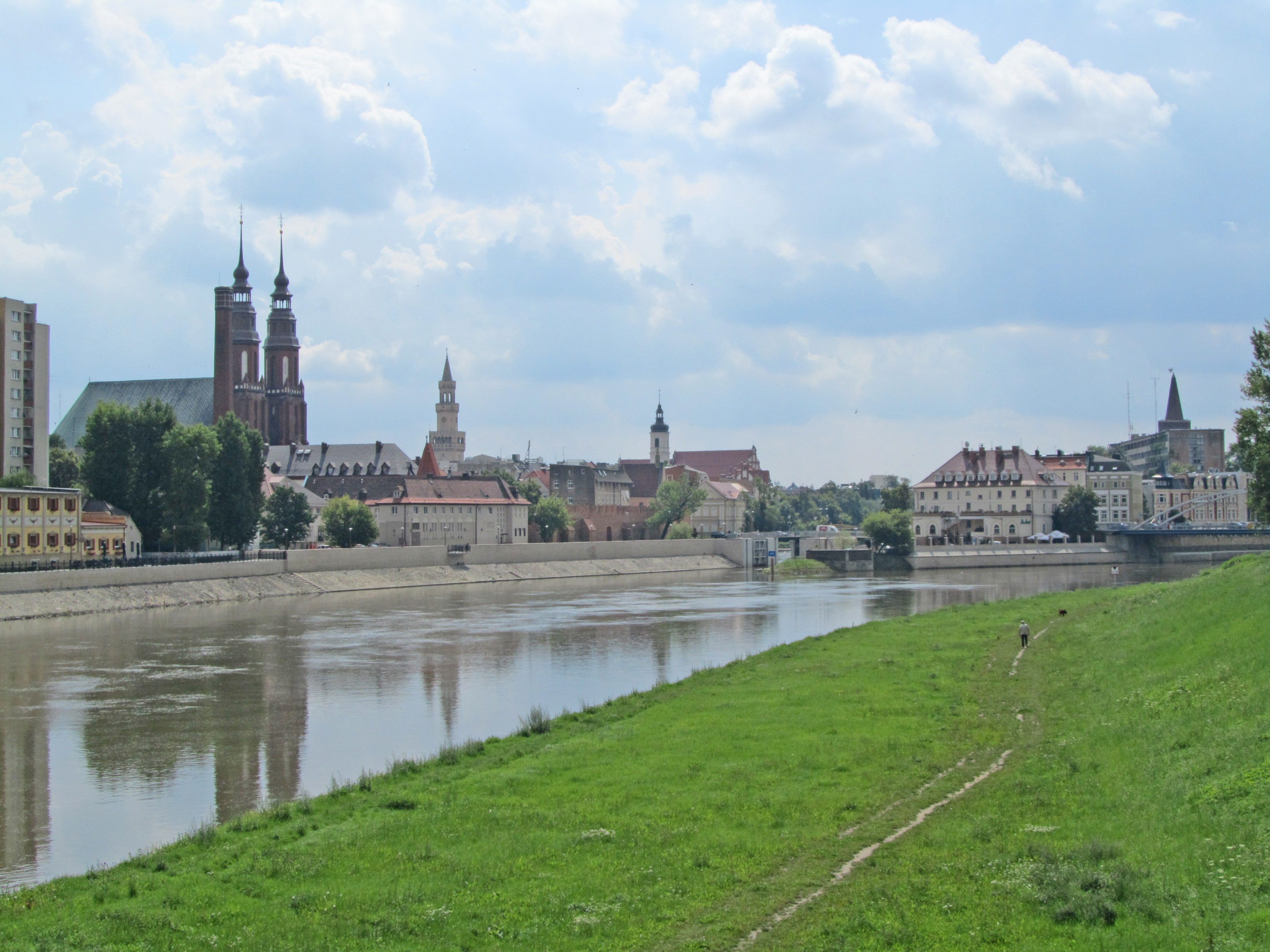
Odra w Opolu
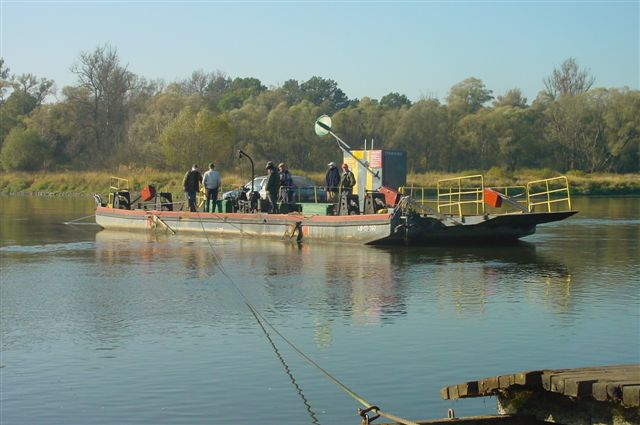
Prom na Odrze w Połęcku
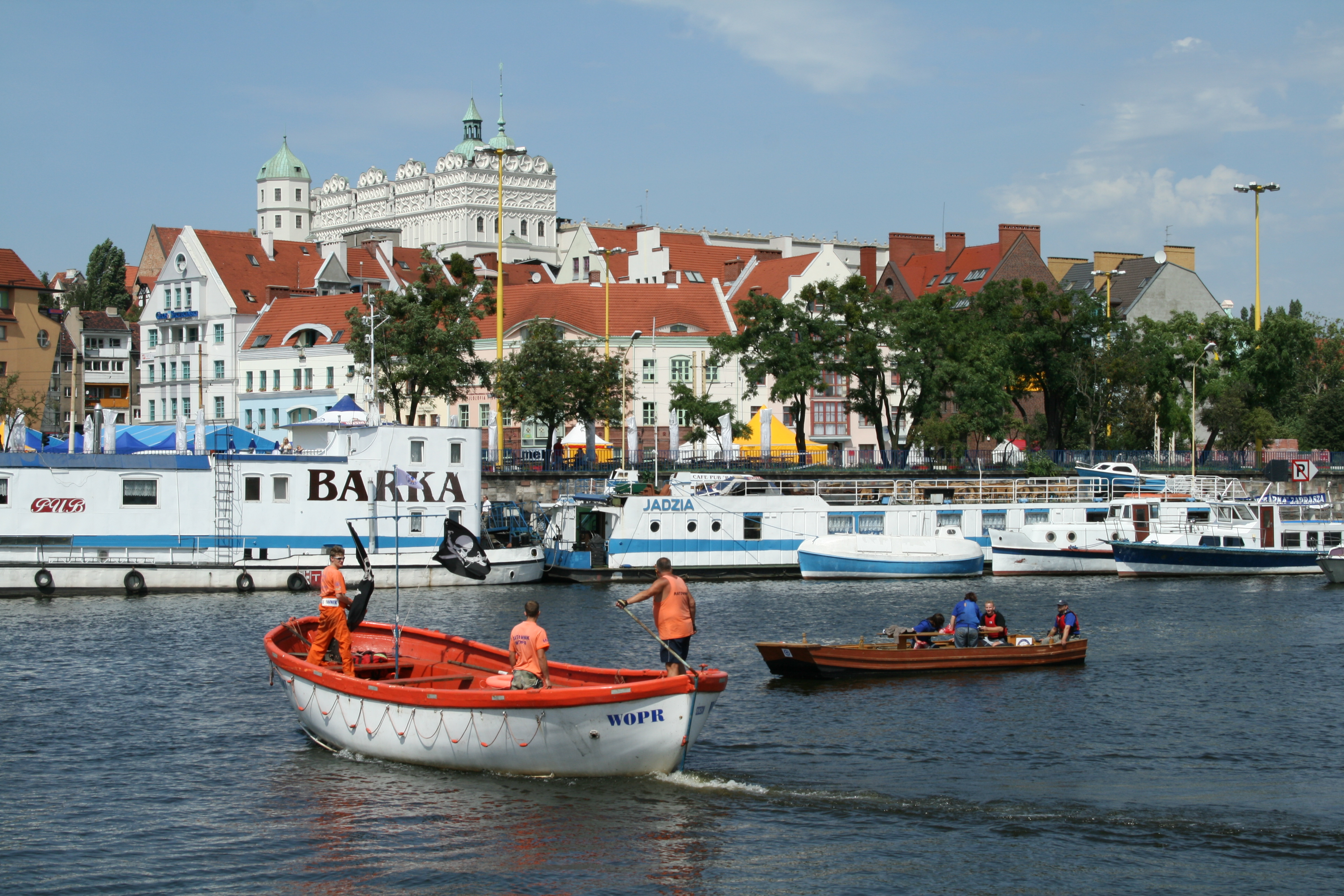
Odra w Szczecinie
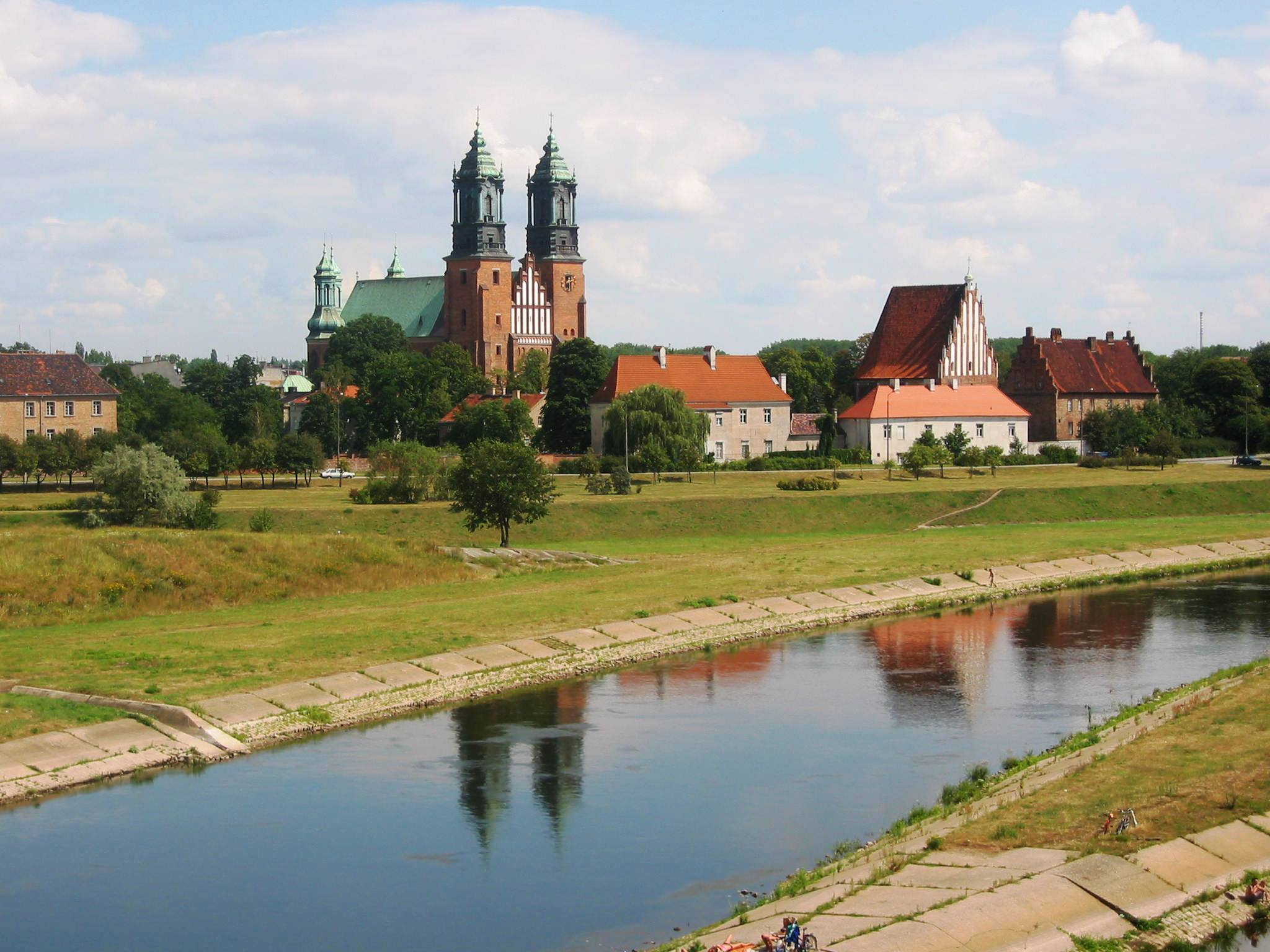
Warta w Poznaniu
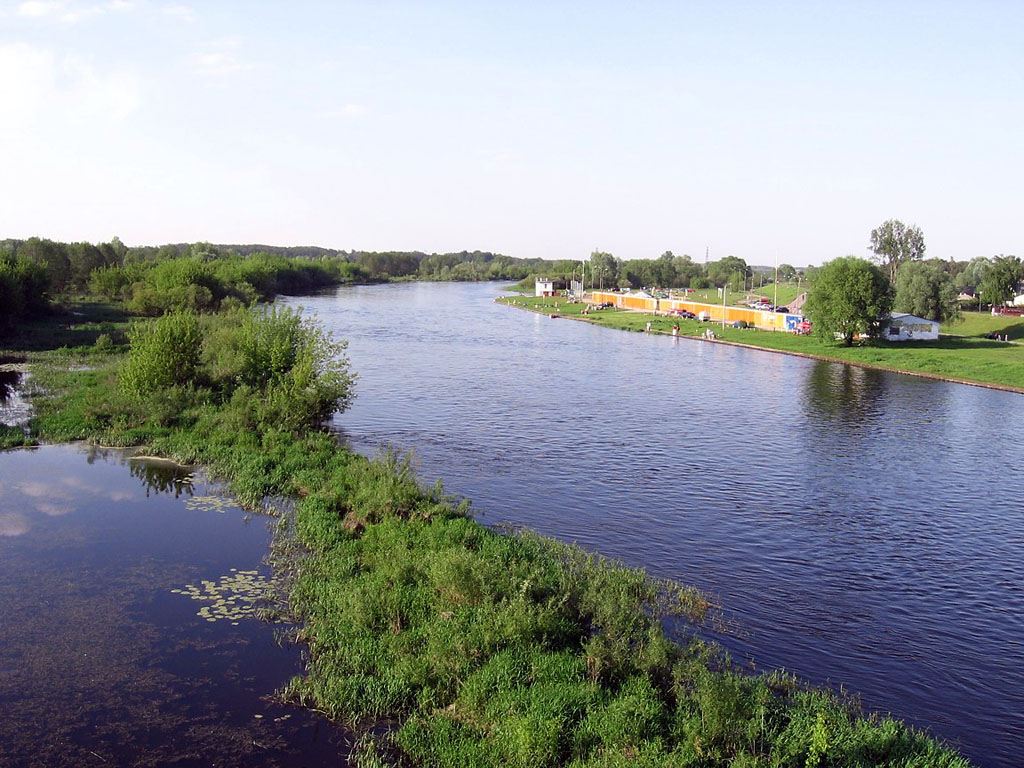
Narew w Ostrołęce
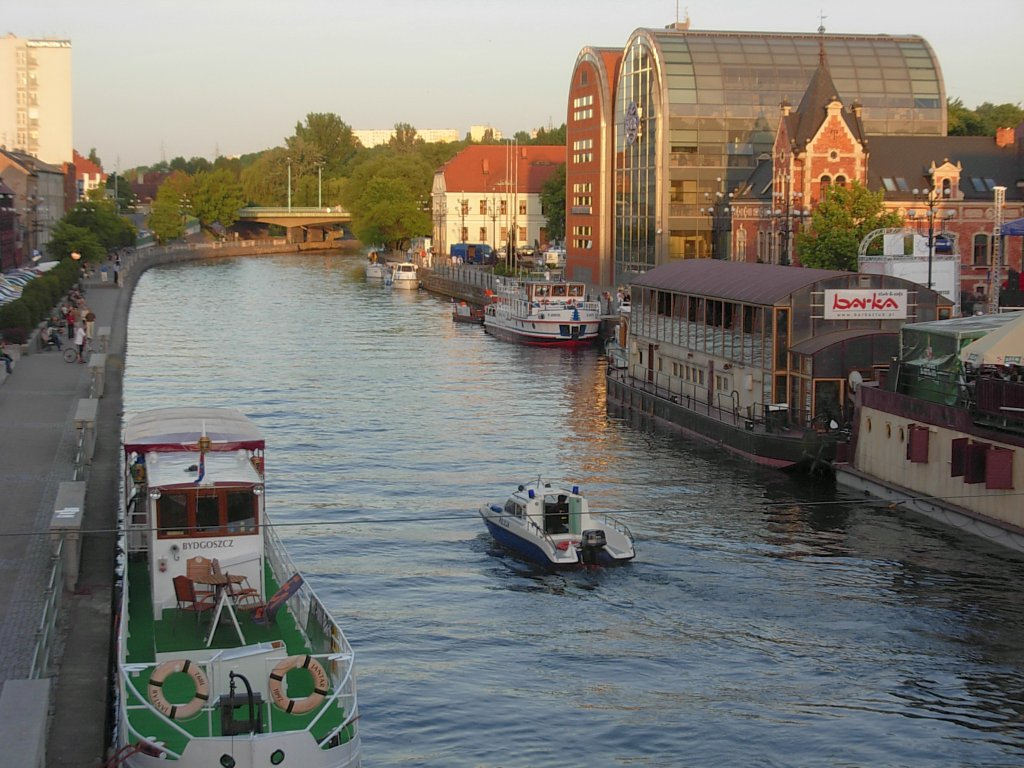
Brda w Bydgoszczy
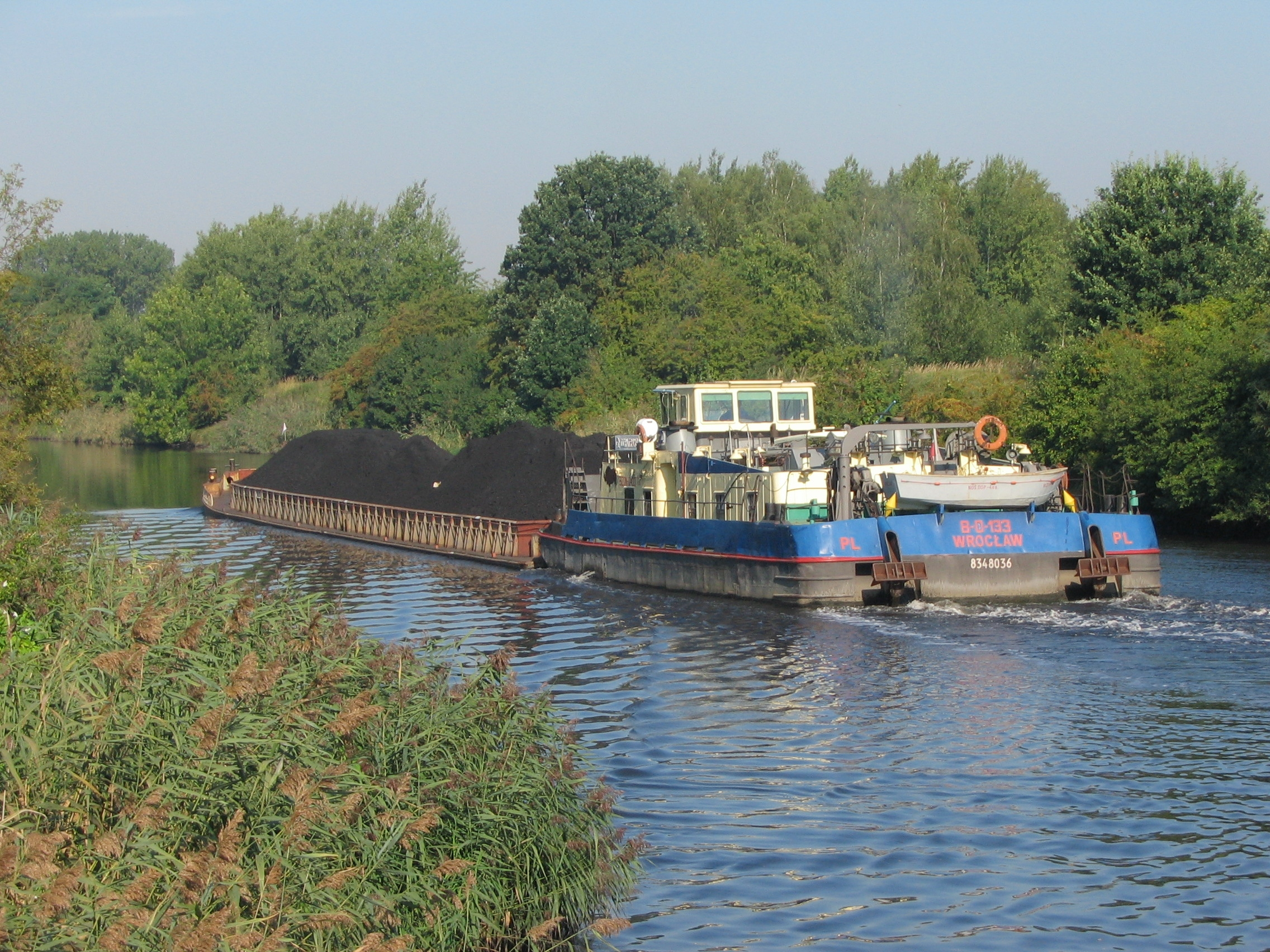
Barka na Kanale Gliwickim
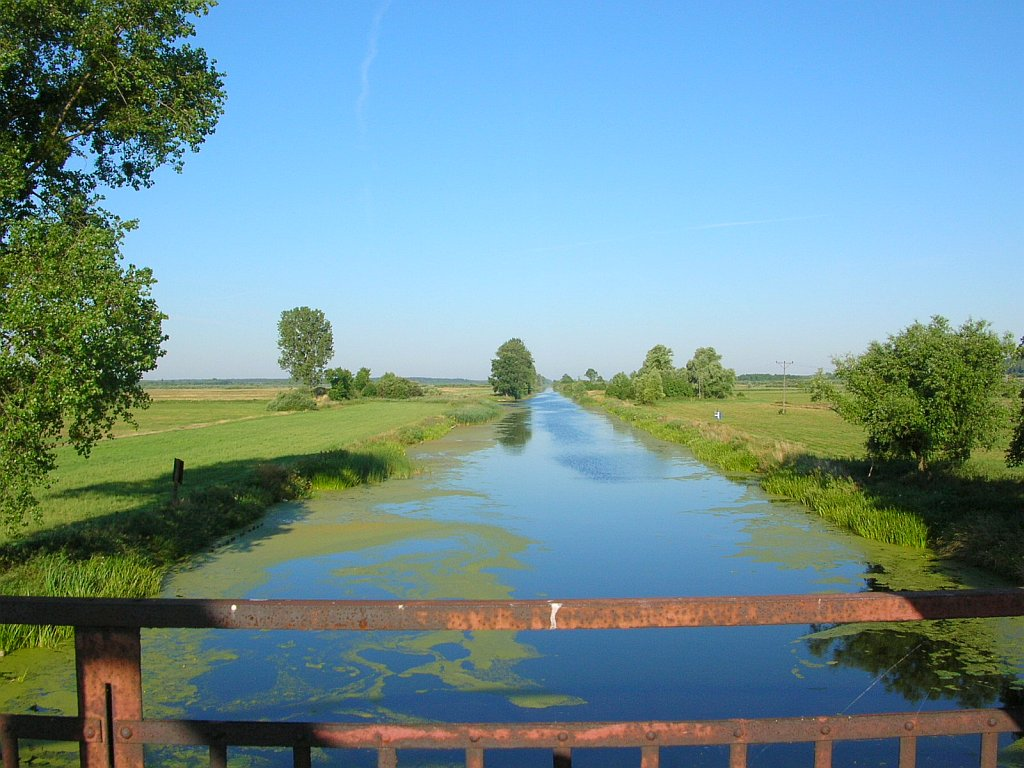
Kanał Bydgoski
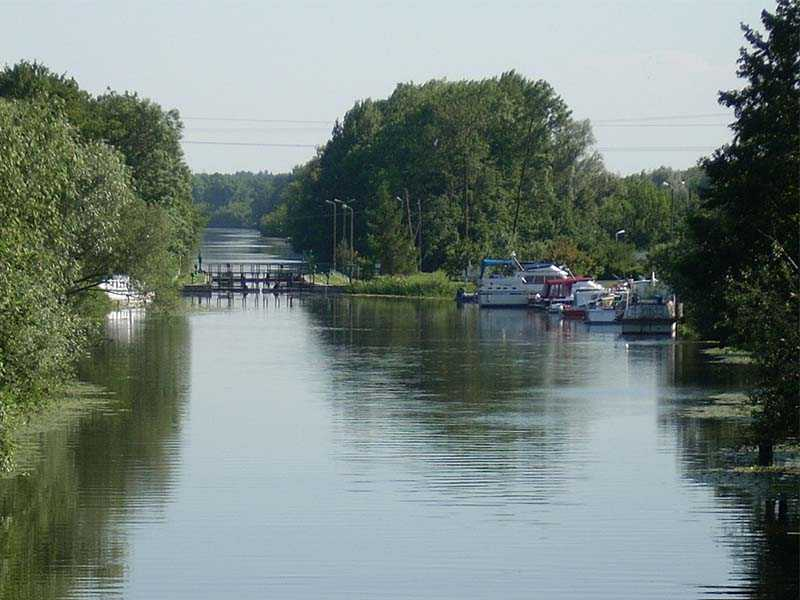
Kanał Ślesiński
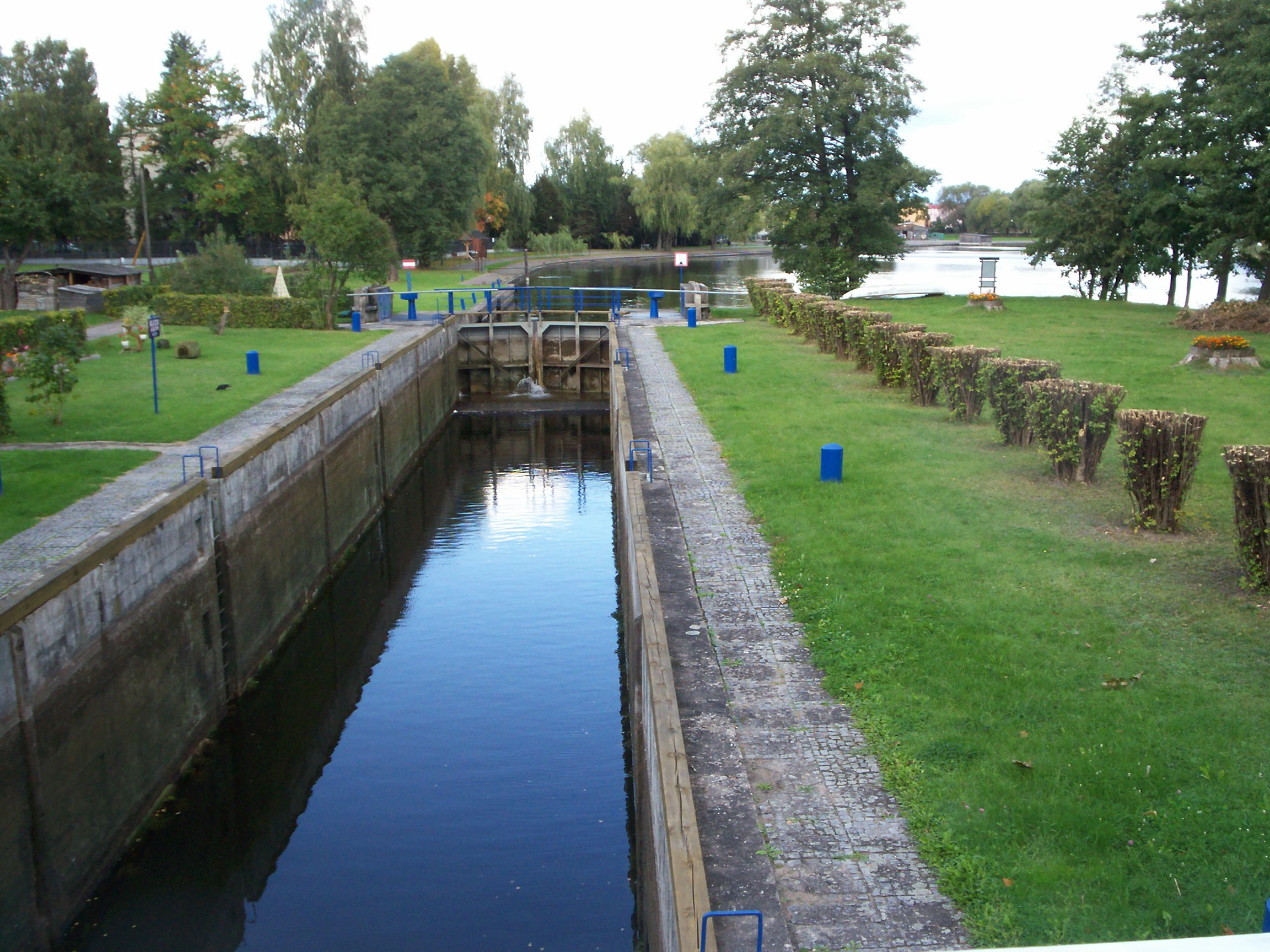
Śluza na Kanale Augustowskim
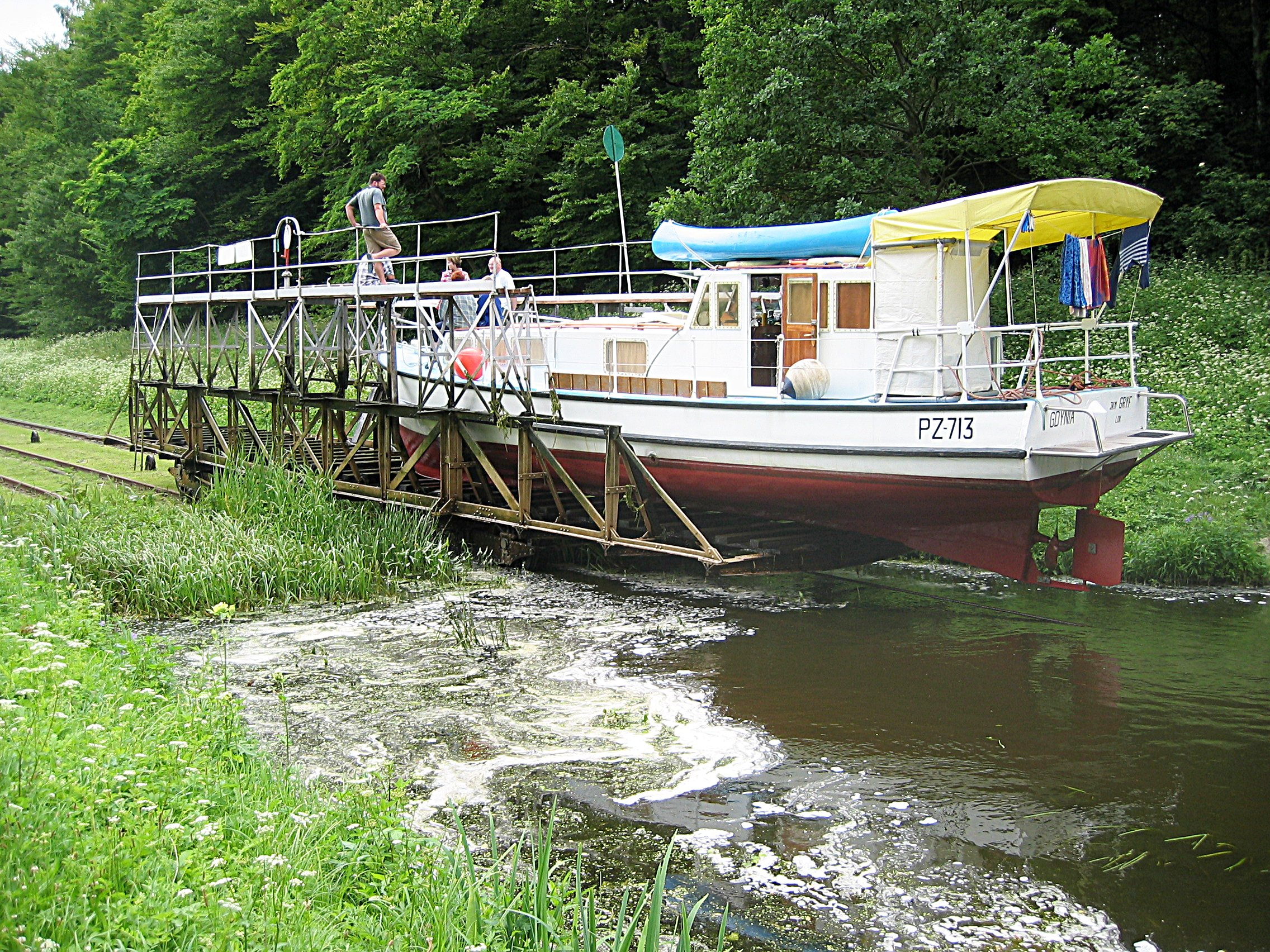
Pochylnie na Kanale Elbląskim
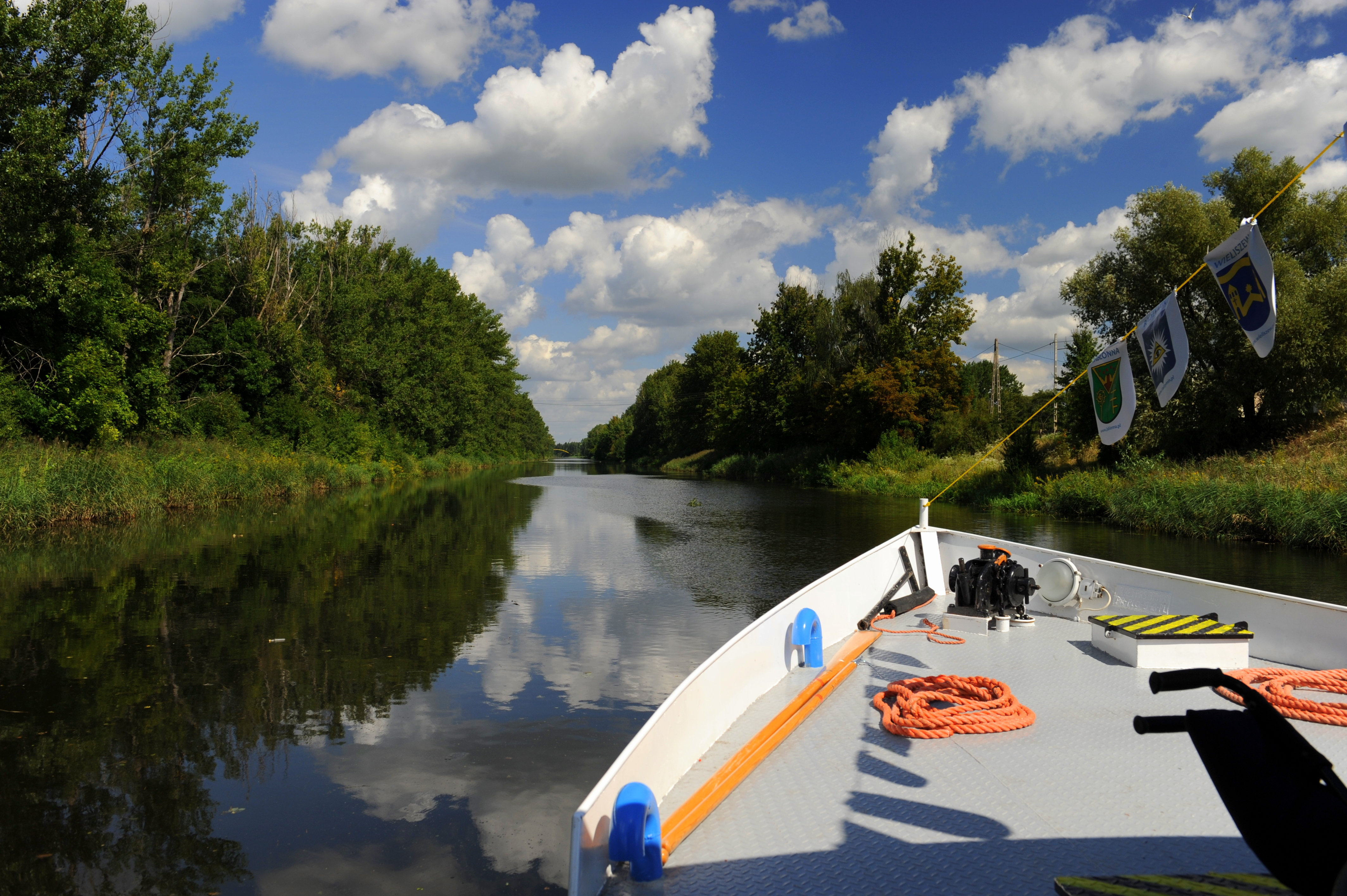
Kanał Żerański
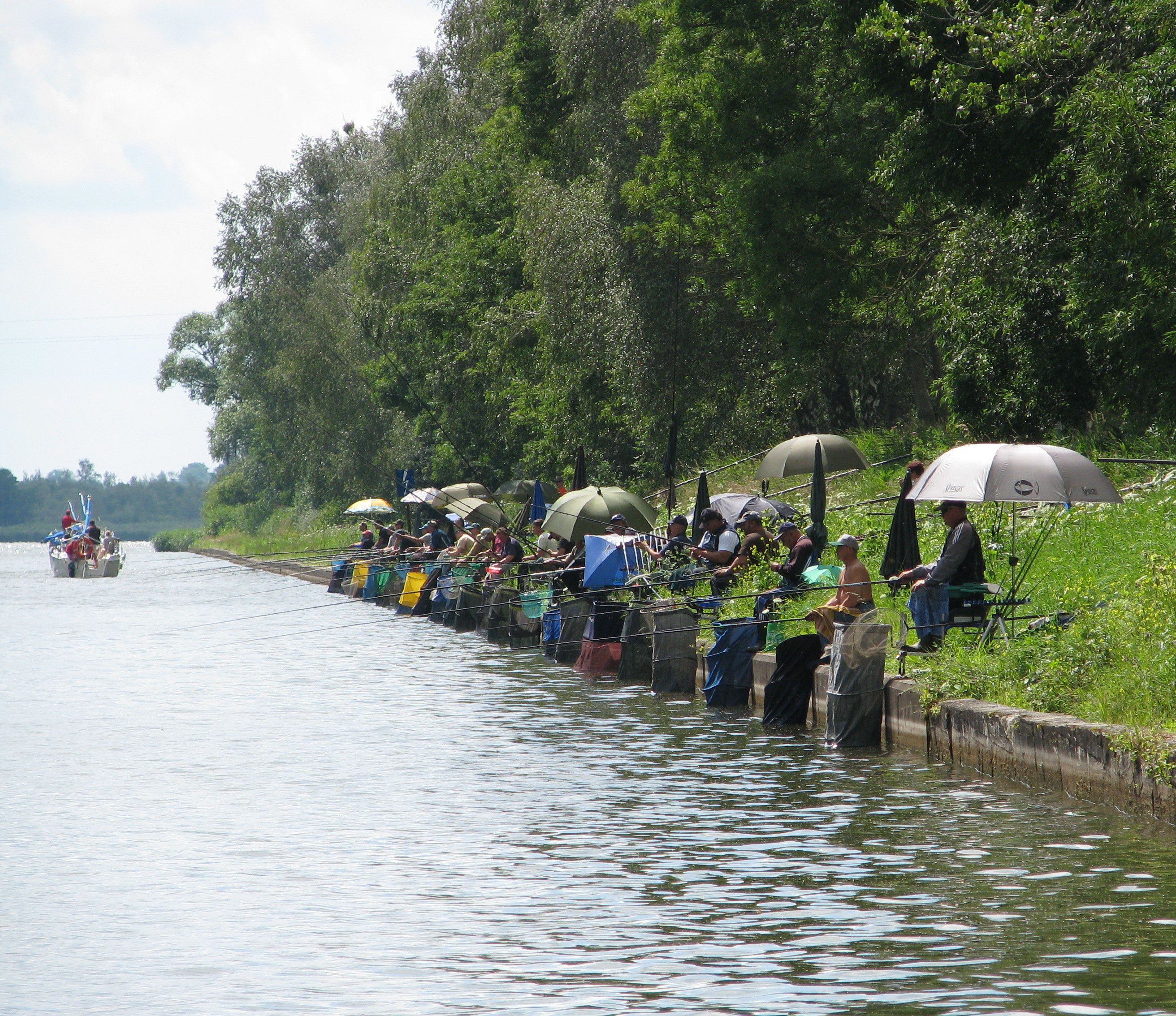
Kanał Szymoński w ciągu szlaku Wielkich Jezior Mazurskich